# (7776) Takeishi
(7776) Takeishi est un astéroïde de la ceinture principale.

## Description
(7776) Takeishi est un astéroïde de la ceinture principale. Il fut découvert par Takeshi Urata le 20 janvier 1993 à Oohira. Il présente une orbite caractérisée par un demi-grand axe de 2,25 UA, une excentricité de 0,157 et une inclinaison de 9,49° par rapport à l'écliptique.
Il fut nommé en hommage à l'astronome amateur japonais Masanori Takeishi (né en 1950), qui découvrit plusieurs planètes mineures.

## Compléments